# Счупена стрела
„Счупена стрела“ (на английски: Broken Arrow) е уестърн на режисьора Делмар Дейвс, който излиза на екран през 1950 година, с участието на Джеймс Стюарт и Джеф Чандлър.

## Сюжет
През 1870 г. Том Джефордс, разузнавач за американската армия, спасява млад индианец, ставайки негов кръвен брат. Така той започнал да установява нова връзка с индианците, основана на мира и взаимното уважение. Но това не е добре дошло за другите бели, които смятат Том за предател дотолкова, че след последното клане Джефордс е линчуван. Генерал Хауърд, който по заповед на Вашингтон трябва да търси мир с индианците от Кочис (глават на апачите), убеждава Том да го придружи в лагера им. Тук междувременно Джефордс се жени за Сонсехре. Сред белите обаче има такива, които имат интерес войната да продължи.

## В ролите
| Актьор           | Роля                       |
| ---------------- | -------------------------- |
| Джеймс Стюарт    | Том Джефордс               |
| Джеф Чандлър     | Кочис                      |
| Дебра Пейджит    | Сонсехре (Зорница)         |
| Вазил Ръйсдейл   | генерал Оливър Отис Хауърд |
| Уил Гир          | Бен Слейд                  |
| Джойс Макензи    | Тери                       |
| Артър Хъникът    | Милт Дъфийлд               |
| Джей Силвърхийлс | Джеронимо                  |

## Награди и Номинации
- Номинация за Оскар за най-добра поддържаща мъжка роля - Джеф Чандлър
- Номинация за Оскар за най-добър адаптивен сценарий - Албърт Малц
- Номинация за Оскар за най-добра конематография - Ърнест Палмър